# Zentralarchiv der Staatlichen Museen zu Berlin

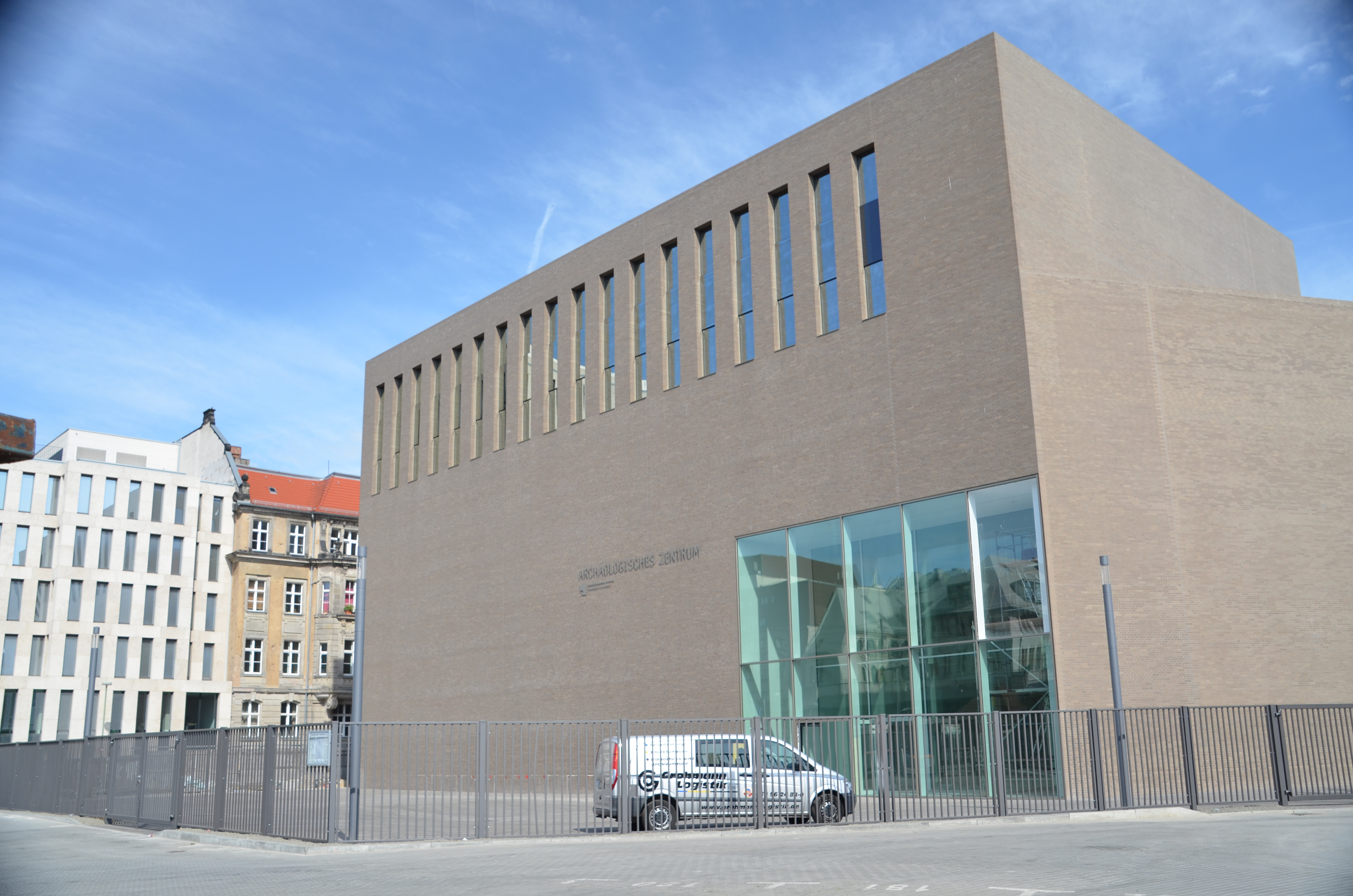
Archäologisches Zentrum der Staatlichen Museen zu Berlin

Das Zentralarchiv der Staatlichen Museen zu Berlin ist eine wissenschaftliche Institution, die Akten aus allen einzelnen Sammlungen und Einrichtungen der Staatlichen Museen zu Berlin sammelt und bereitstellt. Es dokumentiert die Geschichte der Staatlichen Museen zu Berlin und seiner Vorgängerinstitution, der Königlichen Museen. Daneben verwaltet es auch kunstwissenschaftliche Sammlungen, beispielsweise die Nachlässe von Wilhelm von Bode, Anselm Feuerbach, Carl Wilhelm Kolbe, Adolph von Menzel, Christian Daniel Rauch, Johann Gottfried Schadow, Karl Friedrich Schinkel und einiger anderer Künstler und Kunstwissenschaftler.
Das Archiv befindet sich im Archäologischen Zentrum in der Nachbarschaft der Museumsinsel. Die Leiterin ist seit April 2015 Petra Winter, sie folgte auf Jörn Grabowski, der das Archiv von 1992 bis 2014 leitete und in seiner aktuellen Form etablierte.

## Gliederung
Das Zentralarchiv ist in die folgenden Bereiche eingeteilt:
1. Geschäftsakten der Königlichen bzw. Staatlichen Museen zu Berlin bis 1945
2. Geschäftsakten der Staatlichen Museen zu Berlin ab 1945, Geschäftsakten der Museen der Stiftung Preußischer Kulturbesitz ab 1948 bzw. 1957
3. Akten von Vereinen und Kommissionen (Kunstgeschichtliche Gesellschaft, Kaiser-Friedrich-Museums-Verein, Verein zur Erhaltung des Kunsthistorischen Instituts in Florenz, Deutsche Volkskunstkommission, Institut für Volkskunstforschung, Deutscher Museumsbund)
4. Nachlässe (einschließlich Deposita)
5. Archivische Sammlungen
  1. Autographen-Sammlung (3.000 Personen)
  2. Dokumentation zur Kunst des 19. und 20. Jahrhunderts (20.000 Künstler)
  3. Dokumentation kriegsbedingt ausgelagerter, vermisster und rückgeführter Sammlungsgegenstände der Staatlichen Museen zu Berlin
  4. Spezialsammlung zur Sammlung der Moderne im ehemaligen Kronprinzen-Palais und zur Aktion „Entartete Kunst“ 1937
  5. Spezialsammlung zur „Proletarischen Kunst – ASSO“
  6. Dokumentation zu den Staatlichen Museen zu Berlin
  7. Foto-Sammlung (Historische Gebäude- und Raumaufnahmen der Museen)
  8. Plakat-Sammlung
  9. Personen (hier auch Museumsmitarbeiter ab 1830, 2.100 Mappen)

## Geschichte
Ein formelles Archiv zur Sammlung und Verwaltung der Akten der Königlichen, später Staatlichen Museen zu Berlin wurde erst 1960 eingerichtet und hat seitdem seinen Sitz im Pergamonmuseum. 1965 wurde das Archiv der Alten Nationalgalerie als Dokumentationseinrichtung im kunsthistorischen Bereich begründet. Es sammelt Informationen zur Kunst des 19. und 20. Jahrhunderts, auch zu moderner Kunst und zur sogenannten „Entarteten Kunst“. Mitte der 80er Jahre wurde das Bauarchiv der Staatlichen Museen begründet, das die Bauakten der einzelnen Gebäude sammelt. 1987 wurden die drei Archive zum Zentralarchiv der Staatlichen Museen zu Berlin mit Endarchivcharakter zusammengelegt.